# Parachute opening device
Pour les articles homonymes, voir POD.

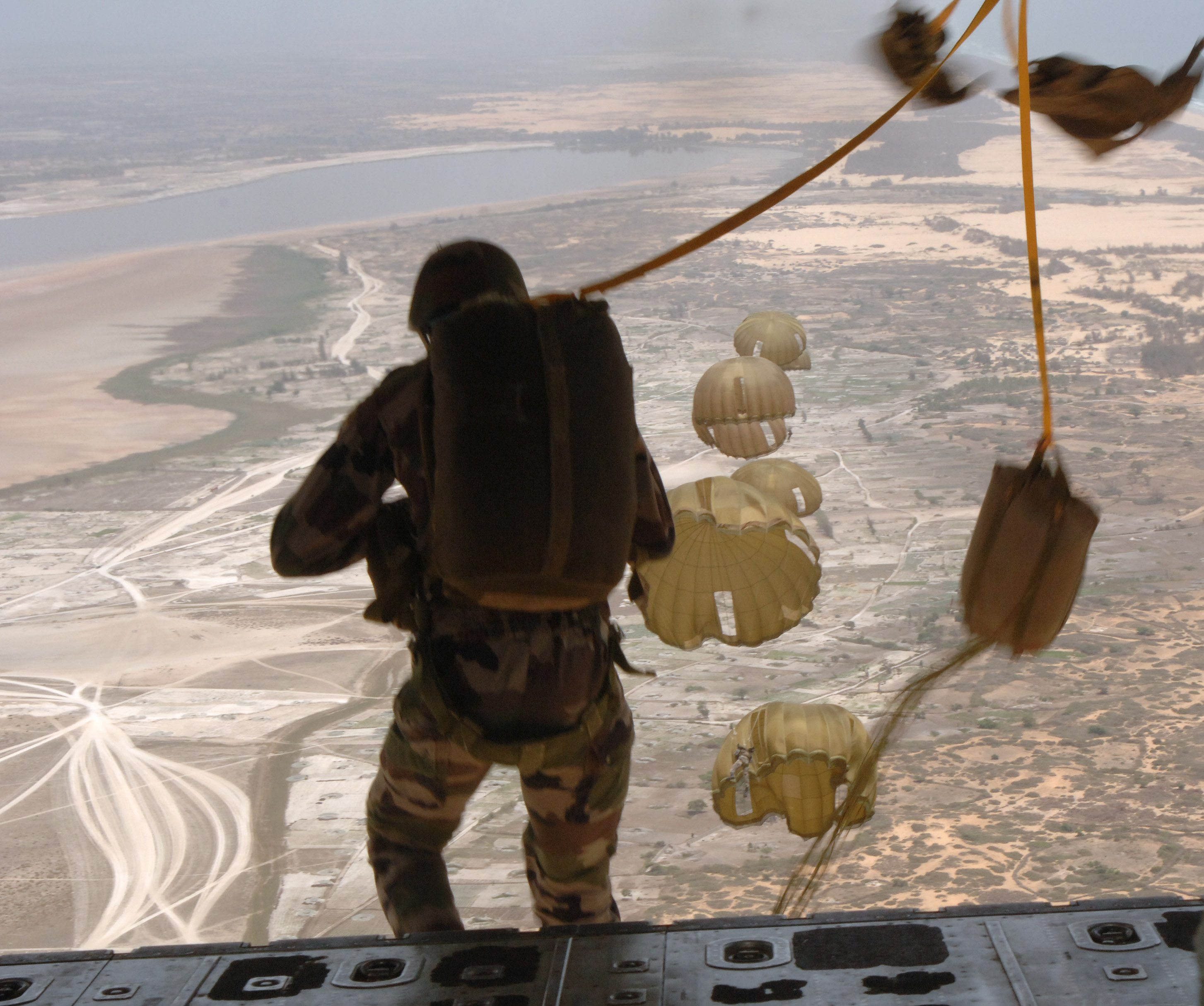
À droite de l'image, POD d'un parachute militaire à ouverture automatique en phase d'ouverture.

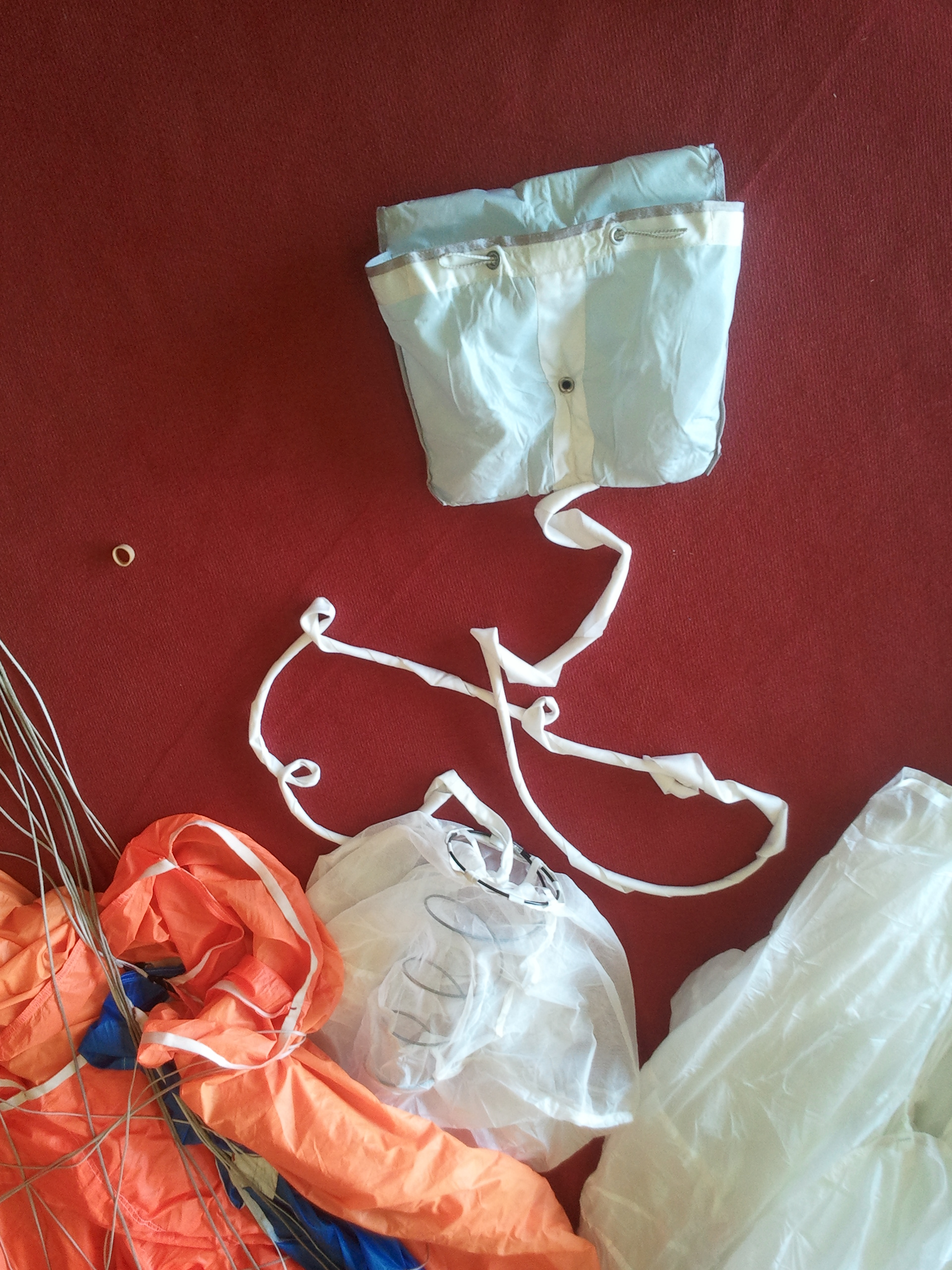
En haut, POD d'une voile de secours après une procédure de secours.

Le parachute opening device, souvent abrégé par l'acronyme anglais P.O.D., est un petit sac qui contient le parachute plié. Il se ferme à l'aide d'un rabat et d'anneaux de caoutchouc passant dans les œillets du rabat et bloqués par les suspentes qu'il permettent de lover.
La séquence d'ouverture est la suivante :
- la sangle d'ouverture dégrafe le sac harnais,
- elle extrait le POD du sac harnais (c'est la phase de la photo du parachutiste militaire),
- les suspentes se déploient jusqu'au dernier élastique qui libère le rabat et ouvre le POD
- la voile sort du POD et se déploie.

Dans le cas du parachute de secours, le POD n'est pas fixé à la voile.